# ラゾーナ川崎プラザ
ラゾーナ川崎プラザ（ラゾーナかわさきプラザ LAZONA Kawasaki plaza）は、JR川崎駅西口前の再開発地区「ラゾーナ川崎」に、2006年9月28日に開業した大型ショッピングモール。NREG東芝不動産（現：野村不動産）株式会社と三井不動産株式会社の共同出資による施設である。

三井不動産は当初「ららぽーと川崎」の名称で開業する予定であったが、当時の川崎市長でラゾーナ川崎の再開発事業を推進した阿部孝夫が「他にもある名前だと目立たない。川崎にしかない名前を」と、独自の名称を強く要望した結果、ラゾーナ川崎という名前になった。管理・運営は全国の｢ららぽーと」や「三井アウトレットパーク」などを運営する三井不動産商業マネジメント。

## 概要
「ラゾーナ川崎」は、2000年に閉鎖された東芝川崎事業所の跡地を再開発するプロジェクトである。約110,000㎡の敷地の中央部分約72,000㎡を商業ゾーンとし、東側の住宅ゾーン（約17,000㎡）、南西側の業務ゾーン（約10,000㎡）と3つのエリアに分けて開発された。敷地は東芝が定期借地権（借地期間20年）で貸与している。ターミナル駅である川崎駅の西口と駅構内自由通路で直結している。
商業施設の正式名称は三井ショッピングパーク ラゾーナ川崎プラザ。
開業翌年の2007年度の売上額は637億円で、その後も業績を伸ばしている。2018年度の売上高は953億円（ビックカメラの売上は除く）であり、三井不動産の商業施設の中ではららぽーとTOKYO-BAYを抑えて第1位であり、単一のショッピングセンターとしては全国第1位を誇っている（複合ショッピングセンターとしては成田空港に次ぐ第2位）。
基本的に開館当初から年中無休で営業しているが、ビックカメラなど一部の店舗を除き、毎年2月の第3木曜日に法定点検のため休館する。

## 経緯
川崎駅には東口と西口の2つの出口がある。東口にはバスターミナルや京急川崎駅があり、アトレ川崎や川崎アゼリア、商店街、百貨店などの商業施設が充実しており、駅の利用客のほとんどは東口へ流れていた。西口を利用するのは東芝関係者と周辺住民のほかは、幸区方面へ向かう路線バスの利用客や産業振興会館などの周辺施設利用者などごく一部だけであった。
西口側は工場移転により空いた土地を活用する再開発事業が盛んに進められており、明治製菓跡地にソリッドスクエアの開業、川崎市主導の都市再生事業として進められたバスターミナルの整備やミューザ川崎の開設などが行われてきた。ラゾーナ川崎プラザもその一画であり、駅西口に直結する利便性と、東口の既存施設に劣らない大規模さを兼ね備えた商業施設が誕生したことにより、川崎駅を訪れる人の流れが大きく変わるとともに、これまで「工業地帯」「東京と横浜の通過点」というイメージを持たれがちであった川崎駅に人を呼ぶきっかけとなる。
2005年2月2日に起工式を行い、4月25日に着工し、2006年9月28日にグランドオープンを迎えた。2012年に約300店舗中176店舗を改装（うち113店が開店）する大規模リニューアルを実施。2018年には約330店舗の3割に当たる103店舗を改装・開店する2度目の大規模リニューアルを行った。
開業10年を経て好調を維持する一方、さいか屋、川崎ルフロンといった東口の看板店舗は閉店やテナント撤退などの苦境にさらされており、川崎駅周辺の商圏はかつてとは大きく様変わりしている。

## 館内
設計担当は山下設計とリカルド・ボフィル。「大屋根のある街」を設計コンセプトとし、広い敷地と自然採光を活かして買物中にも中央広場から空が見えるなど、明るく開放感のある構造になっている。随所に旧東芝工場時代の正門看板やポンプなどがオブジェとして設置されている。
ショッピングモールはT字型に建設された建物から成る。2階部分から構造が変わり、「プラザ・サウス」「プラザ・ウエスト」「プラザ・イースト」の3区画に分けられる。プラザ・ウエストとイーストが入る建物は5階建てで、全長170mの大屋根（ルーファ）に覆われている。プラザ・サウスは直径約60mの「ルーファ広場」を囲むように吹き抜けの3層テラス構造となっており、4階屋上には旧東芝工場から出雲大社の分社が移設されている。
ルーファ広場へは川崎駅2階の自由通路から直接アクセスできる。以前はタイル張りだったが、2018年のリニューアル工事で人工芝や樹木を敷設し、ファミリーでくつろげる憩いの場に変わった。広場には三角形の「グランドステージ」と「アクアステージ」が設けられており、各種イベントに貸し出されている。大型LEDスクリーンや照明、10chサラウンドスピーカーなどが設置されおり、歌手の新曲発表フリーライブなどのイベントが年間約200回行われている。東京都心から近いため、1万人を超える観客が来ることもあり、ライブの様子が情報番組で取り上げられることもある。また、イベント目当てで来た観客が食事や物販を利用することで、テナントの売り上げが伸びるという二次効果もある。

### おもなテナント
各階とも東端と西端に大型店舗・施設を配置しており、ビックカメラは1階から4階までの4フロアすべての東端に入居している。1階には川崎駅エリア最大規模の食物販エリア「グランフード」がある。5階は多目的ホール「ラゾーナ川崎プラザソル」があり、演劇や有料ライブ、格闘技などのイベントが開かれている。
- ビックカメラ（1-4階）
- Sanwa（1階）
- ユニディ（1階）
- 無印良品（1階）
- ユニクロ（1階）
- ダイソー（1階）
- 丸善（1階）
- Apple Store（2階） - 神奈川県初出店[10]。また、Apple Storeのショッピングモール内への出店は日本では初となる[11]。
- ロフト（3階）
- アカチャンホンポ（3階）
- GU（3階）
- コナミスポーツクラブ（5階）

#### 109シネマズ川崎
東急レクリエーションが運営するシネマコンプレックス。プラザ・イーストの5階、大屋根の下に位置する。スクリーン数は10、座席合計1,838席。2006年のラゾーナ川崎プラザ開業当時より営業してる。
2009年6月19日、日本国内初となるIMAXデジタルシアターを導入（109シネマズ菖蒲、109シネマズ箕面と同日）。109シネマズを運営する東急レクリエーション社長とIMAX社CEOが出席してオープニングセレモニーを行った。
2018年11月23日、IMAXレーザーを導入。関東地域では初、国内では大阪エキスポシティに続く2例目（109シネマズ名古屋と同日）。
| シアター | 座席数 | 座席数         | 座席数 | 座席数 | 備考         |
| シアター | 一般   | エグゼクティブ | 車椅子 | 合計   | 備考         |
| -------- | ------ | -------------- | ------ | ------ | ------------ |
| 1        | 222    | 22             | 2      | 246    |              |
| 2        | 107    | 18             | 2      | 127    |              |
| 3        | 100    | 16             | 2      | 118    |              |
| 4        | 152    | 18             | 2      | 172    |              |
| 5        | 100    | 16             | 2      | 118    |              |
| 6        | 333    | 14             | 2      | 349    |              |
| 7        | 422    | 32             | 4      | 458    | IMAXレーザー |
| 8        | 75     | 12             | 2      | 89     |              |
| 9        | 75     | 12             | 2      | 89     |              |
| 10       | 62     | 8              | 2      | 72     |              |
| 計       | 1,648  | 168            | 22     | 1,838  |              |

## ギャラリー

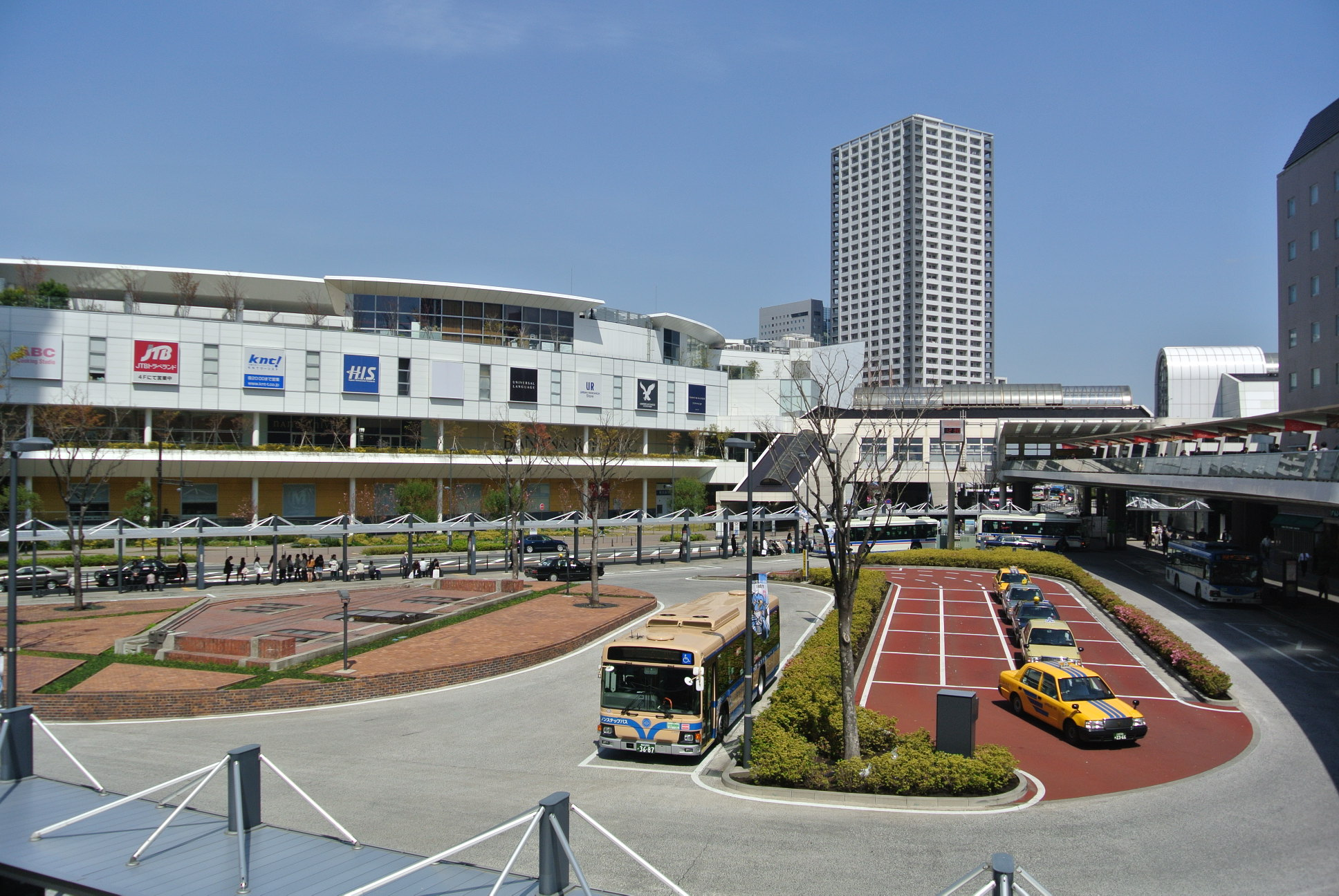
JR川崎駅西口北バスターミナルからの眺め(2013年)
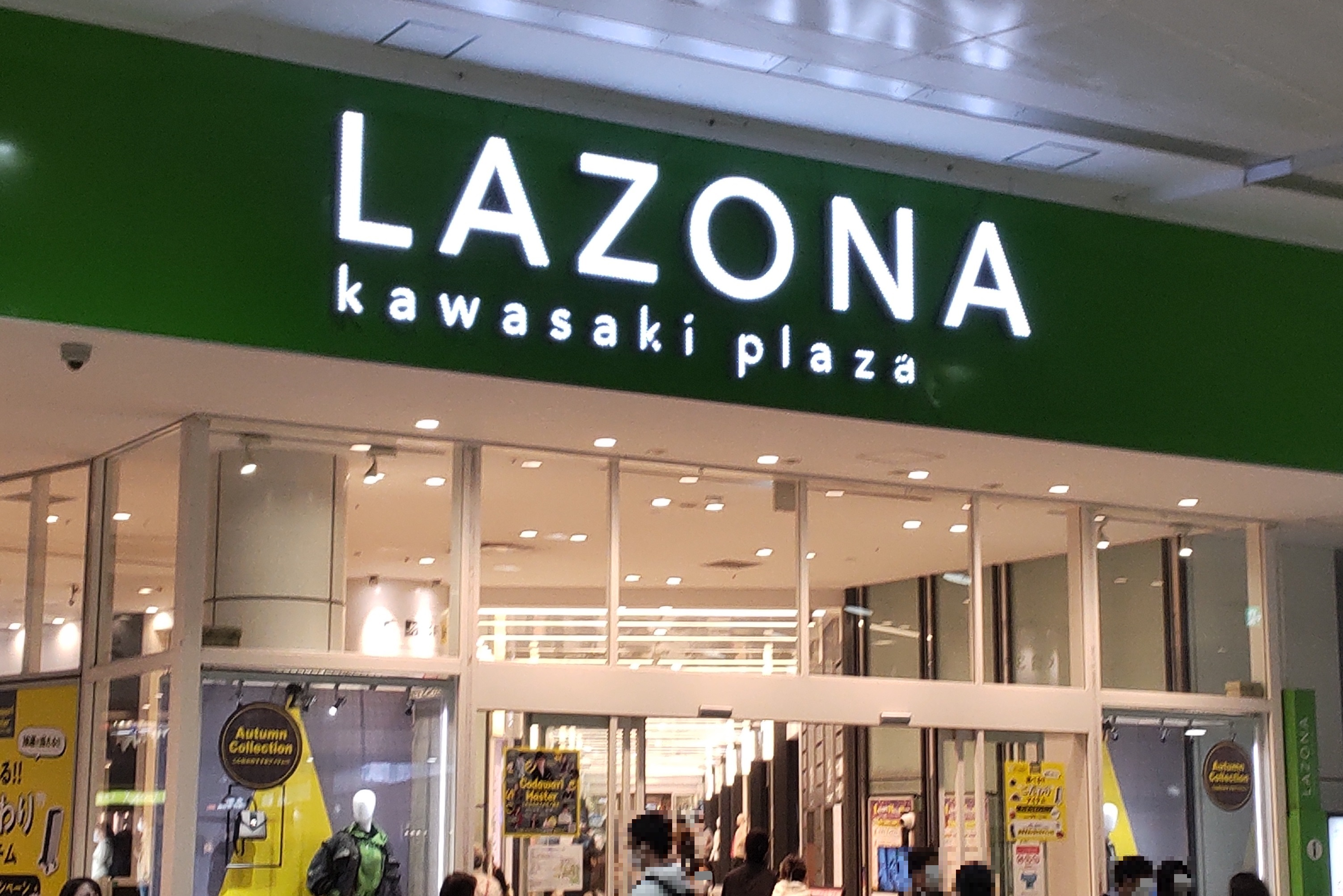
JR川崎駅自由通路側からの店舗入口(2022年)
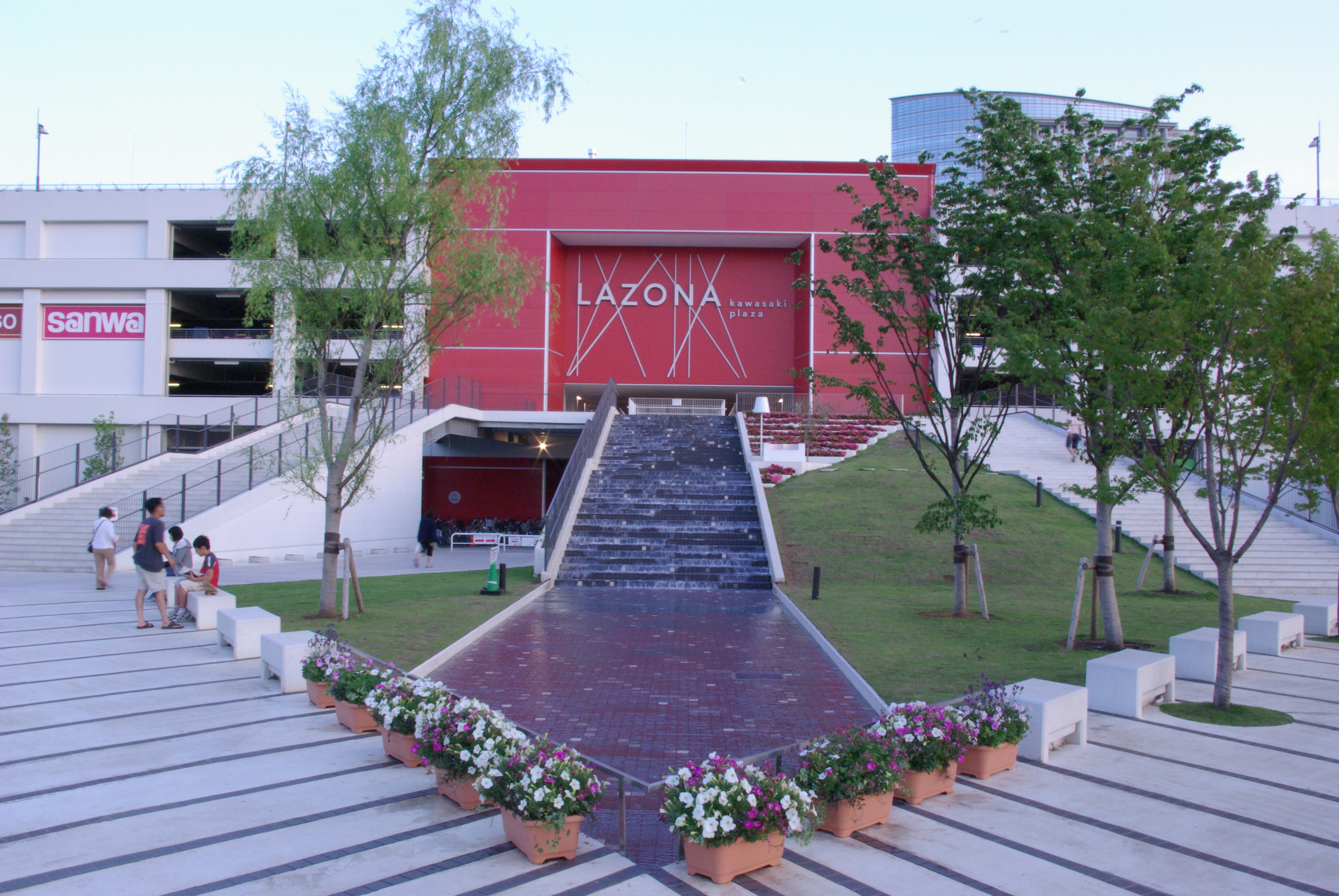
北側外観(2007年)
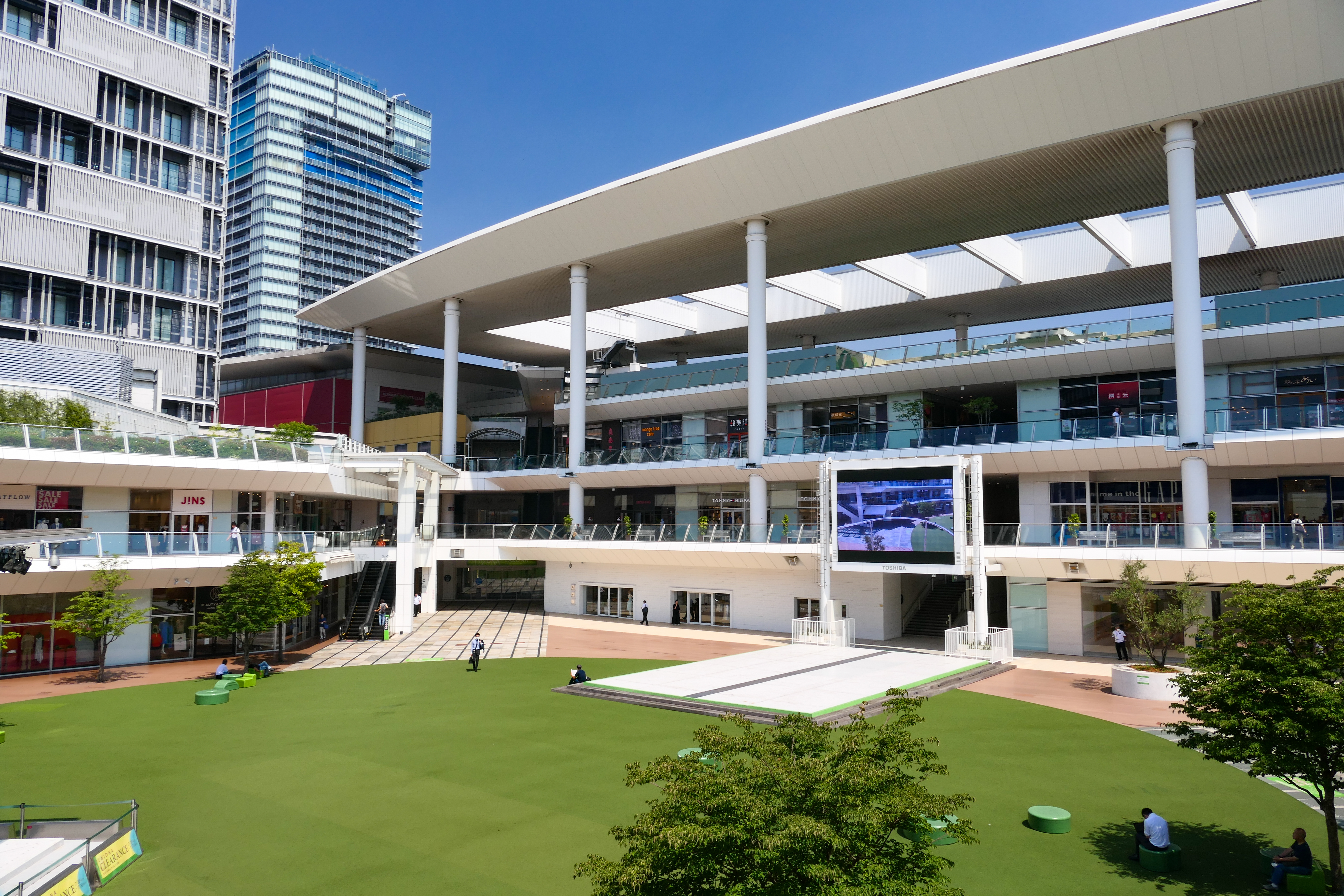
施設内観(2023年)
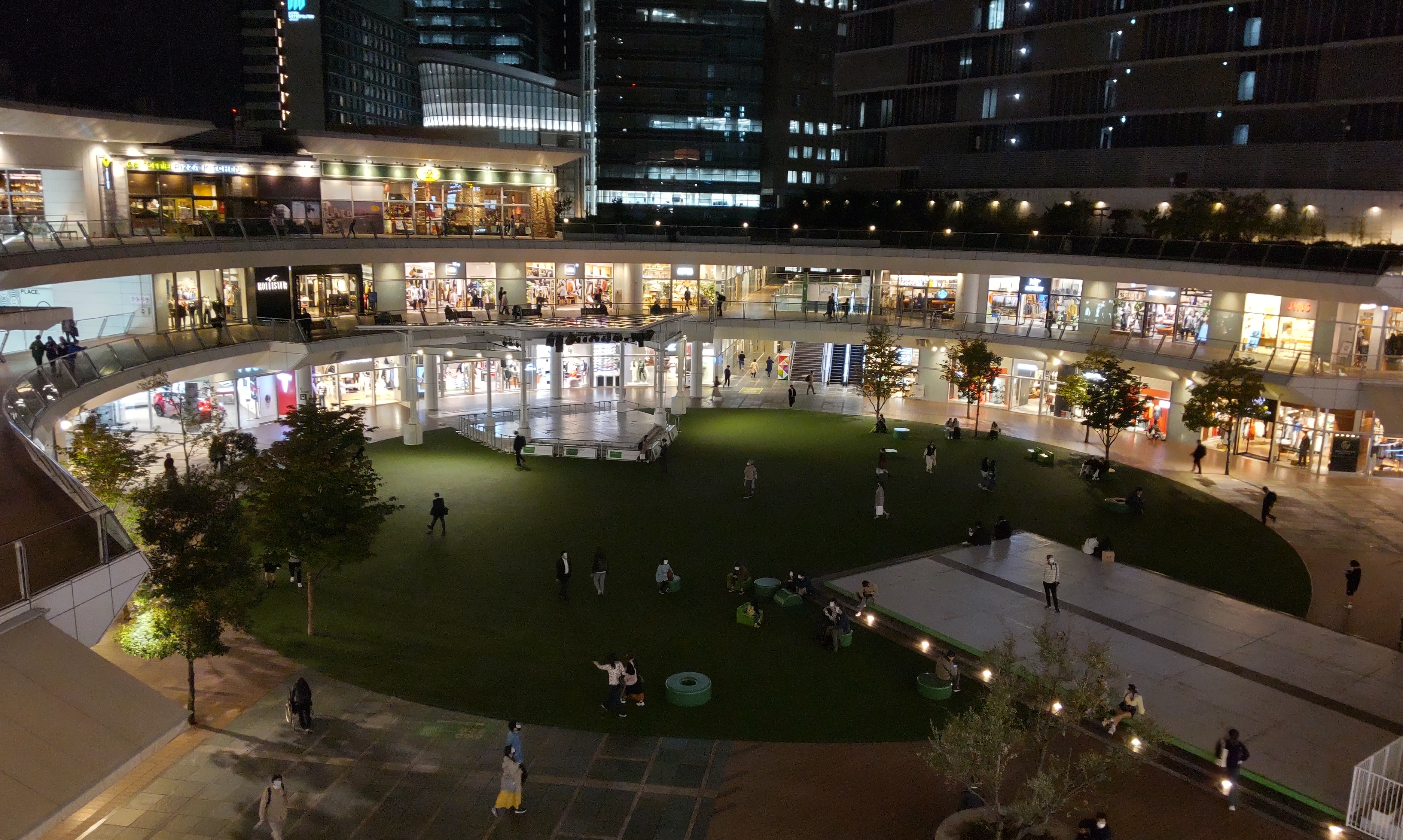
ルーファ広場の夜景(2022年)
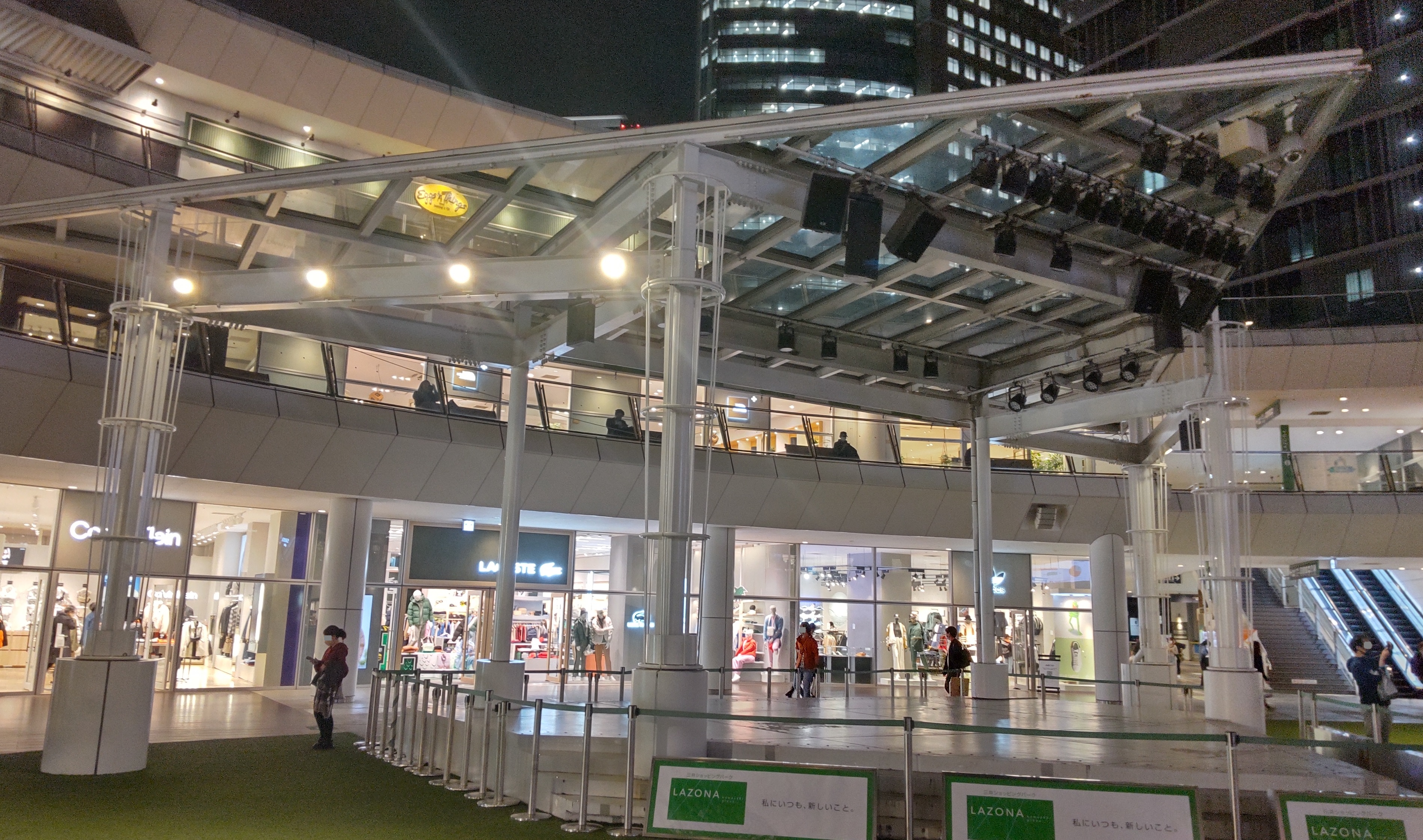
グランドステージ(2022年)
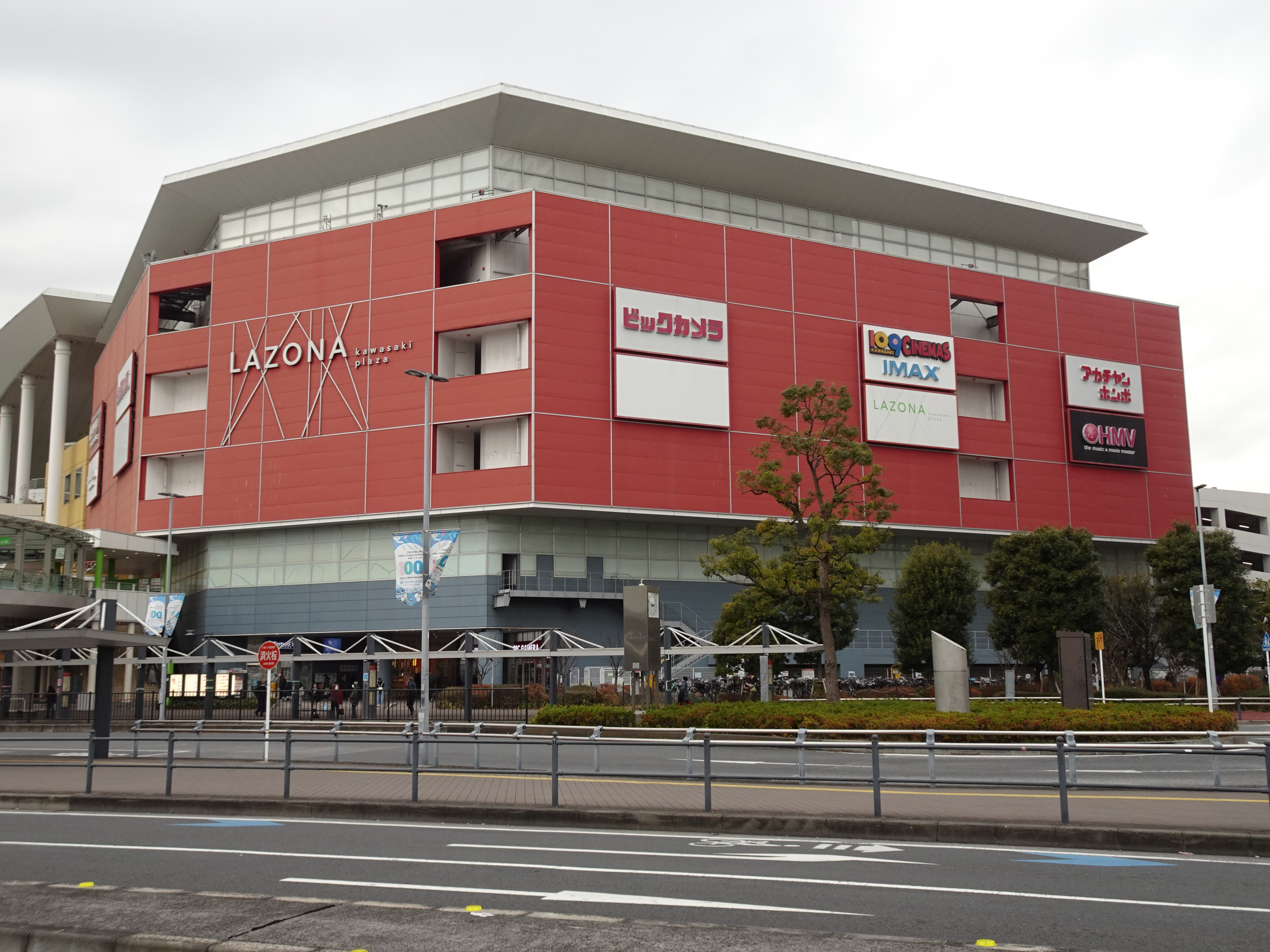
Plaza East外観(2024年)
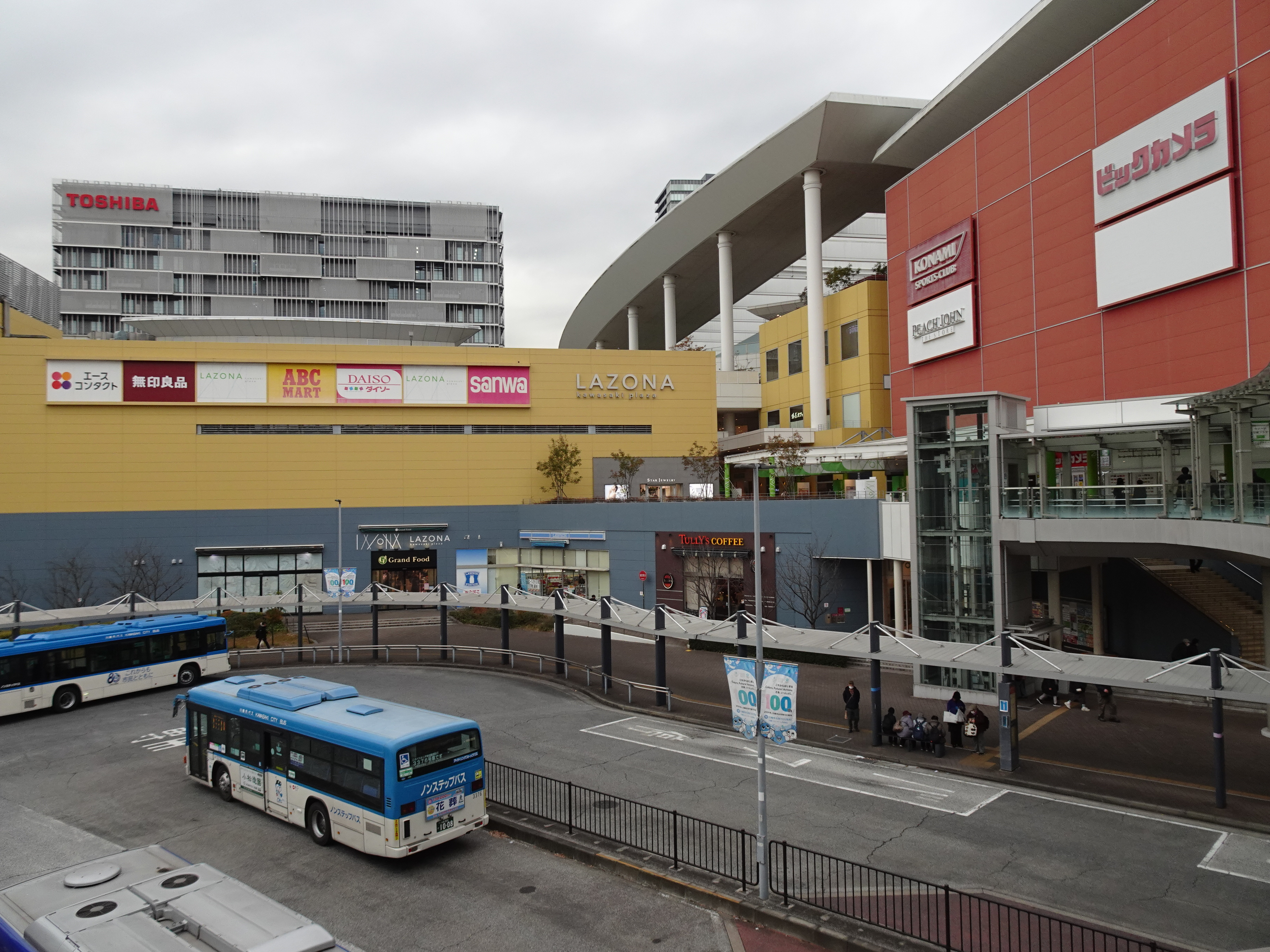
川崎駅ラゾーナ広場とPlaza Westの外観(2024年)
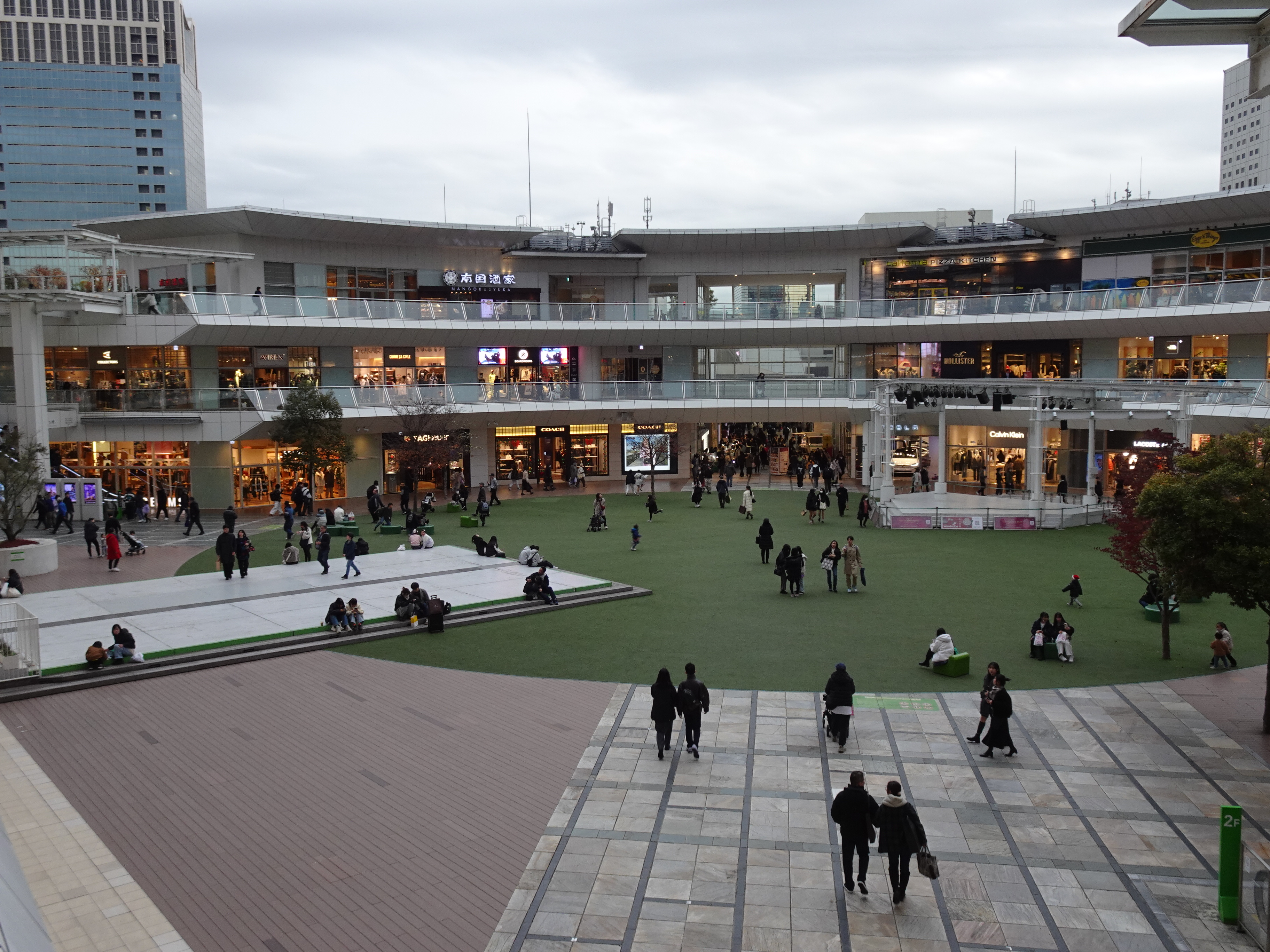
2階にあるルーファ広場(2024年)